# Trzebieszów
Trzebieszów è un comune rurale polacco del distretto di Łuków, nel voivodato di Lublino.
Ricopre una superficie di 140,45 km² e nel 2004 contava 7 606 abitanti.